# Allschwil
Allschwil – gmina (niem. Einwohnergemeinde) w północnej Szwajcarii, w niemieckojęzycznej części kraju, w kantonie Bazylea-Okręg, w okręgu Arlesheim. 31 grudnia 2020 roku liczyła 21 374 mieszkańców.

## Współpraca
Miejscowości partnerskie:
- Blaj, Rumunia
- Pfullendorf, Niemcy